# 小ドワーフ
小ドワーフ（Petty-dwarves）は、J・R・R・トールキンの中つ国を舞台とした小説、『シルマリルの物語』、『終わらざりし物語』に登場する種族。
より背が低く、技に劣ったドワーフであり、とても数が少ない。
シンダール語ではノイギス・ニビン（Noegyth Nibin）、あるいはニビン・ノイグ（Nibin-Noeg）と呼ばれた。
いずれも「小ドワーフ」を意味する。

かれらは太陽が昇るより前の第一紀に、東のドワーフの都市（おそらくモリア）から追放された一族の子孫である。
西方への旅を続けるうちに、かれらの鍛冶の技も肉体も衰え、身を縮めて隠れ潜む生活をするようになった。
ドワーフのうち最初にエレド・ルインを越えてベレリアンドに入ったかれらだったが、シンダールは相手がなに者であるか知らぬままかれらを狩りたてて殺したため、小ドワーフはエルフを嫌うようになった。第一紀の4750年ごろ、シンダールはノグロドとベレグオストのドワーフたちと交易を始めた。それ以後のシンダールは、小柄で哀れなドワーフたちを、「小ドワーフ」と呼び、放っておいた。
小ドワーフはアモン・ルーズの頂と、「ナログの洞窟」を深く掘り、かれらの住まいとした。
しかし太陽の時代の100年、ノルドールの公子フィンロドは「ナログの洞窟」を元にかれの居城ナルゴスロンドを築いた。このため小ドワーフはエルフのうちでノルドールを最も嫌うようになった。
太陽の時代の490年ごろ、トゥーリンがかれらと出合ったころ、生きのこっていた小ドワーフは、ミームとその二人の息子、イブンとキームだけだった。